# Дорон Медали
Дорон Медали (хебр. דורון מדלי, /Doron Medalie/; Рамат Хашарон, 5. децембар 1977) израелски је певач, текстописац, композитор и уметнички директор.
Медали је један од најпознатијих и најуспешнијих израелских композитора и текстописаца и сарађује са неким од највећих музичким имена у Израелу, као што су Харел Скат, Лиор Наркис, Ејал Голан, Шломи Шабат, Маја Бускила и други. Комплетан је аутор и музике и текста песме Golden Boy са којом је Надав Гуеђ представљао Израел на Песми Евровизије 2015. у Бечу, а написао је музику и текст и за песму Made of Stars за Хови Стар на Песми Евровизије 2016. у Стокхолму. Такође је радио и наступе за израелске евровизијске песме из 2008. (Боаз Мауда), 2010. (Харел Скат) и 2013. (за Моран Мазор). Радио је као уметнички директор за популарни музички шоу Кохав нолад.
Године 2008, објавио је свој соло албум под називом Абис (Abyss).
Написао је званичну химну Телавивског Прајда 2013. године „Тел Авив, ја хабиби Тел Авив” (Тел Авив, волим те Тел Авиви).
Написао је песму Toy за Нету која је победила на Песми Евровизије 2018.